# Ngozi (tỉnh)
Ngozi là một trong 18 tỉnh của Burundi.

## Hành chính
Tỉnh được chia thành 9 xã:
- Busiga
- Gashikanwa
- Kiremba
- Marangara
- Mwumba
- Ngozi
- Nyamurenza
- Ruhororo
- Tangara